# Torteron
Torteron és un municipi francès, situat al departament de Cher i a la regió de Centre – Vall del Loira. L'any 2007 tenia 811 habitants.

## Demografia

### Població
El 2007 la població de fet de Torteron era de 811 persones. Hi havia 348 famílies, de les quals 112 eren unipersonals (32 homes vivint sols i 80 dones vivint soles), 116 parelles sense fills, 104 parelles amb fills i 16 famílies monoparentals amb fills.
La població ha evolucionat segons el següent gràfic:
Habitants censats

### Habitatges
El 2007 hi havia 435 habitatges, 359 eren l'habitatge principal de la família, 49 eren segones residències i 26 estaven desocupats. 425 eren cases i 10 eren apartaments. Dels 359 habitatges principals, 287 estaven ocupats pels seus propietaris, 65 estaven llogats i ocupats pels llogaters i 7 estaven cedits a títol gratuït; 1 tenia una cambra, 28 en tenien dues, 89 en tenien tres, 118 en tenien quatre i 123 en tenien cinc o més. 266 habitatges disposaven pel capbaix d'una plaça de pàrquing. A 160 habitatges hi havia un automòbil i a 136 n'hi havia dos o més.

### Piràmide de població
La piràmide de població per edats i sexe el 2009 era:
| Homes | Edats   | Dones |
| ----- | ------- | ----- |
| 0     | 95 o +  | 0     |
| 0     | 90 a 94 | 0     |
| 0     | 85 a 89 | 12    |
| 8     | 80 a 84 | 20    |
| 28    | 75 a 79 | 32    |
| 24    | 70 a 74 | 12    |
| 36    | 65 a 69 | 24    |
| 20    | 60 a 64 | 32    |
| 8     | 55 a 59 | 12    |
| 20    | 50 a 54 | 28    |
| 52    | 45 a 49 | 28    |
| 20    | 40 a 44 | 24    |
| 20    | 35 a 39 | 24    |
| 20    | 30 a 34 | 12    |
| 16    | 25 a 29 | 20    |
| 12    | 20 a 24 | 12    |
| 40    | 15 a 19 | 20    |
| 16    | 10 a 14 | 16    |
| 16    | 5 a 9   | 12    |
| 12    | 0 a 4   | 12    |

## Economia
El 2007 la població en edat de treballar era de 489 persones, 348 eren actives i 141 eren inactives. De les 348 persones actives 303 estaven ocupades (167 homes i 136 dones) i 45 estaven aturades (21 homes i 24 dones). De les 141 persones inactives 35 estaven jubilades, 35 estaven estudiant i 71 estaven classificades com a «altres inactius».

### Ingressos
El 2009 a Torteron hi havia 353 unitats fiscals que integraven 801,5 persones, la mediana anual d'ingressos fiscals per persona era de 15.406 €.

### Activitats econòmiques
Dels 24 establiments que hi havia el 2007, 2 eren d'empreses alimentàries, 1 d'una empresa de fabricació d'altres productes industrials, 8 d'empreses de construcció, 3 d'empreses de comerç i reparació d'automòbils, 3 d'empreses de transport, 1 d'una empresa d'hostatgeria i restauració, 1 d'una empresa d'informació i comunicació, 1 d'una empresa de serveis, 3 d'entitats de l'administració pública i 1 d'una empresa classificada com a «altres activitats de serveis».
Dels 9 establiments de servei als particulars que hi havia el 2009, 1 era una oficina de correu, 1 funerària, 1 taller de reparació d'automòbils i de material agrícola, 2 paletes, 2 fusteries i 2 lampisteries.
Dels 3 establiments comercials que hi havia el 2009, 1 era una botiga de més de 120 m² i 2 fleques.
L'any 2000 a Torteron hi havia 6 explotacions agrícoles.

## Equipaments sanitaris i escolars
L'únic equipament sanitari que hi havia el 2009 era una ambulància.
El 2009 hi havia una escola elemental.

## Poblacions més properes
El següent diagrama mostra les poblacions més properes.